# Дървеница
 Тази статия е за квартала.  За насекомото вижте Креватна дървеница.  
Дървеница е малък квартал, разположен югоизточно от центъра на София, в административен район „Студентски“ на Столична община. Бил е село до 1961 година, когато е присъединен към столицата като квартал. Близостта на Дървеница до Студентски град и много от висшите учебни заведения го прави особено привлекателен за живеене от студенти и млади семейства.
На юг Дървеница граничи с кв. Малинова долина, като ги разделя бул. „А. Ляпчев“. На изток Дървеница граничи с жк Младост-1, на север с жк. Мусагеница, а между двата квартала се намират много научноизследователски институти.

## Архитектура
В квартала има голямо разнообразие на жилищния фонд. Някои от тухлените сгради са строени през 1950-те години. Те са съсредоточени главно по протежение на бул. „Св. Климент Охридски“. През последните години са градени по-нови тухлени кооперации. По-голямата част от жилищните сгради са едропанелни от серии Бс-69-Сф (различни модификации), Бс-2-69 и Ос-68-Гл, строени в периода от началото на 70-те до средата на 90-те години. За разлика от други комплекси в Дървеница блоковете тип ЕПК са много малко.

## Обществени институции и инфраструктура
В квартала се намира Частна езикова гимназия „Проф. д-р Васил Златарски“, училище на Международния бакалауреат и 55-о СОУ. В Дървеница на бул. „Свети Климент Охридски“ са разположени и големите учебни комплекси на Техническия университет, ХТМУ, МГУ, както и 4 спортни студентски бази.
В квартала се намират още 7 РСПАП на ул. „Айдемир“, магазин от веригата „Рамстор“ и „Националния онкологичен център“ на бул. „Св. Климент Охридски“, църквата „Свети Георги“, дело на Георги Новаков Джонгар, на ул. „Пловдивско поле“, както и Дървенишкият манастир „Св. Пророк Илия“ (в административните граници на ж.к. „Младост“).

## Градски транспорт
Жилищен комплекс Дървеница се обслужва от автобусни линии 69, 70, 88, 280, 294, 413 и електробус 123. В квартала е била разположена и автостанция „Дървеница“, от която са тръгвали крайградските автобусни линии 68, 69, 70 и 123, обслужващи кабинков лифт „Симеоново“, кв. Малинова долина, селата Бистрица, Железница и Плана, както и няколко вилни зони. Сега те не ползват автостанцията, тъй като са удължени до метростанция „Г. М. Димитров“.
Допреди няколко години „Дървеница“ се е обслужвал и от трамвайна линия 2, която е минавала по бул. “Свети Климент Охридски“ и е свързвала квартала с центъра на София, но при строежа на Първия Метродиаметър на Софийското метро от пл. „Света Неделя“ до ж.к. „Младост-1“ в периода 2004 – 2009 г. част от стигащото до квартала трамвайно трасе е било премахнато и то не функционира.
Автобуси – № 69, 70, 88, 280, 294 и 413
Електробус № 123
Метростанция ,,Мусагеница" 

## Улици и произход на имената им
| Път                      | Наречен на                                           | Местоположение |
| ------------------------ | ---------------------------------------------------- | -------------- |
| „Айдемир“                | Айдемир, село в Силистренско                         | Карта          |
| „Андрей Ляпчев“          | Андрей Ляпчев (1866 – 1933), политик                 | Карта          |
| „Белимел“                | Белимел, село в Монтанско                            | Карта          |
| „Вълчан Войвода“         | Вълчан войвода (1775 – 1863), хайдутин               | Карта          |
| „Дъбница“                | Дъбница, село в Гоцеделчевско                        | Карта          |
| „Дървенишка река“        | Дървенишка река, местен обект                        | Карта          |
| „Жеко Войвода“           | Жеко Праматаров (1875 – 1903), революционер          | Карта          |
| „Зелена поляна“          | ?                                                    | Карта          |
| „Иван Боримечката“       | Иван Боримечката, литературен герой на Иван Вазов    | Карта          |
| „Илия Димушев“           | Илия Димушев (1876 – 1934), революционер             | Карта          |
| „Канарче“                | Канарчета (Serinus), род птици                       | Карта          |
| „Константин Игнатов“     | ?                                                    | Карта          |
| „Маричини езера“         | Маричини езера, езерна група в Рила                  | Карта          |
| „Марко Семов“            | Марко Семов (1939 – 2007), писател                   | Карта          |
| „Овчаренски водопад“     | Овчарченски водопад, водопад в Дупнишко              | Карта          |
| „Перперикон“             | Перперикон, археологически обект в Кърджалийско      | Карта          |
| „Пловдивско поле“        | Пазарджишко-Пловдивско поле, равнина в Южна България | Карта          |
| „Преславска планина“     | Преславска планина, дял на Стара планина             | Карта          |
| „Проф. Стоян Киркович“   | Стоян Киркович (1875 – 1960), лекар                  | Карта          |
| „Равногор“               | Равногор, дял на Родопите                            | Карта          |
| „Свети Климент Охридски“ | Климент Охридски (840 – 916), духовник               | Карта          |
| „Софийско поле“          | Софийска котловина, долина в Западна България        | Карта          |
| „Стефан Илиев“           | ?                                                    | Карта          |
| „Трайко Станоев“         | ?                                                    | Карта          |
| „Яна“                    | ?                                                    | Карта          |